# Церковь Николы Явленного на Арбате
Церковь Николая Чудотворца Явленного на Арбате — утраченный православный храм, находившийся в Москве, в Серебряном переулке на углу позади (а колокольня сбоку) нынешнего двухэтажного здания д.2с2. Сейчас рядом с этим домом (где начиналась колокольня) устроена мемориальная доска в память церкви . В обиходе упоминалась как Николо-Явленская,  Николоявленская, Никольская, Николаевская, Николы Угодника, Николая Мирликийского, Свято-Никольская или Святоникольская церковь.

## История
По преданию, церковь была возведена в 1593 году по распоряжению царя Бориса Годунова на углу Арбата и Серебряного переулка, в месте изгиба Арбата, поэтому просматривалась с обеих сторон улицы — эта древняя церковь, построенная каменной, была снесена в 1846 году. Существовало поверье будто икона Николая Чудотворца, хранившаяся в храме, «являла» чудо исцеления больным; поэтому храм называли «Новой Прощей» или «Явленным». Эта икона почиталась царской семьёй и на протяжении XVII—XVIII веков церковь пользовалась особым вниманием с её стороны. Так императрица Елизавета Петровна пожаловала храму список Ахтырской иконы Божией Матери и для этой иконы в 1761 году на средства капитана Дурново был устроен придел Ахтырской Богоматери.
В 1617 году польский королевич Владислав, поначалу приглашенный в Смутное время на русский престол, прислал войска под предводительством гетмана Сагайдачного, которые дошли до Арбата, но были отброшены от московских стен. Случилось это в ночь на праздник Покрова и в память этого события в храме Николы Явленного был освящен Покровский придел.
Церковь чудом сохранилась во время Московского пожара 1812 года; у её стен были похоронены некоторые герои войны, среди которых генерал Василий Васильевич Вяземский, когда-то служивший адъютантом Суворова и павший в битве при Березине в декабре 1812 года. Почти полностью выгорели соседние храмы: сильно обгоревший храм Николы на Песках в 1817 году было велено разобрать и отдать камень на строительство ограды церкви Николая Явленного. Никольский храм требовал обновления и прошением прихожан его дозволили «исправить». В 1836 году начали строить новую тёплую трапезную, 9 октября 1839 года был освящён новый Ахтырский придел, в ноябре 1841 года был освящён придел Митрофания Воронежского, названный по имени бывшего настоятеля храма архимандрита Митрофана (М. М. Воронцова). Однако места всем прихожанам не хватало и митрополит московский Филарет дал разрешение на постройку нового храма. В 1846 году было разобрано здание 1593 года с пристройкой 1668 года и 18 августа заложена главная церковь, освящённая 2 октября 1860 года; однокупольный, четырёхстолпный храм был построен по проекту архитектора Н. И. Козловского. Была сохранена шатровая колокольня 1689 года. Путеводитель Машкова отмечал:

Роскошнейшие формы дал тип обширных надвратных шатровых колоколен, входивших в замкнутые когда-то ограды храмов. Самая выдающаяся из них принадлежит церкви Николы Явленного на Арбате <…> Ворота декорированы очень нарядно тройной «висящей» аркой с двумя серьгами и своеобразной формой крупных балясин, помещенных по сторонам проезда. от обширности четверика значительно увеличилась палатка, имеющая уже два окна с главного фасада и образ, в очень нарядной обработке. Но верхом изящества и вкуса является верх колокольни, где аркам звона дана красивая «висящая» двойная форма, с которой очень вяжется изумительный «скульптурный» шатровый верх, понизанный 40 «слухами» в четыре ряда, в форме обработки, близкой к Хамовнической и Садовнической колокольням. Кто-то очень картинно выразился, назвав этот шатровый верх царской шапкой «большого наряда».

Церковь Николы Явленного на Арбате в течение многих лет была самой главной достопримечательностью московского Серебряного переулка. Вход в саму церковь, отделенной от Арбата небольшим домом, был с переулка, а обширный двор уходил вглубь переулка, параллельно Арбату и сразу за ним, туда же выходили задние дворы ныне арбатских домов 12 и 14 — тогда это было единое строение. В начале 1820-х годов обычным хористом в хоре купца-мецената В. В. Варгина при этой церкви выступал будущий выдающийся русский певец Александр Олимпиевич Бантышев, именно тут его услышал композитор Верстовский и привел его на профессиональную императорскую сцену в недавно построенный в Москве Большой театр. В 1841 году рядом с храмом поселился с семьей Алексей Степанович Хомяков и священник Никольской церкви отец Павел Беневоленский стал его духовником. Посещал храм и частый гость Хомяковых, Николай Васильевич Гоголь, который особо почитал Ахтырскую икону: ведь по преданию, когда его отец ездил на богомолье в Харьковскую губернию к подлинному чудотворному Ахтырскому образу Богоматери, ему были видение, в котором он увидел свою будущую супругу, ставшую матерью писателя.
С 26 декабря 1910 года священником храма Николы Явленного стал Василий Соколов. Церковь уже славилась попечительством о бедных, которое особенно заботилось о детях священников. К 300-летию правления династии Романовых при храме было основано братство святителя Николая, занимавшееся широкой благотворительностью и духовным просвещением, для чего было построено специальное небольшое помещение в доме причта в 1912 году архитектором Л. В. Стеженским.
Все изменили революционные события 1917 года. Новая пролетарская власть на Благовещение в 1922 году изъяла из храма все ценности. Но храму ещё была оставлена чудотворная икона святителя Николая, за что настоятель Василий Соколов поблагодарил членов комиссии. Благодарность однако не помогла — в апреле 1922 года он был арестован по «делу об изъятии церковных ценностей» вместе со многими другими священниками и расстрелян.
Храм был закрыт не ранее 1929 года, поскольку Постановление Президиума Моссовета  о сносе храма вышло в октябре 1929 года. Разрушен храм был в 1931 году. На его месте было построено типовое здание московской общеобразовательной школы № 73.